# Bodelschwingh-Stollen

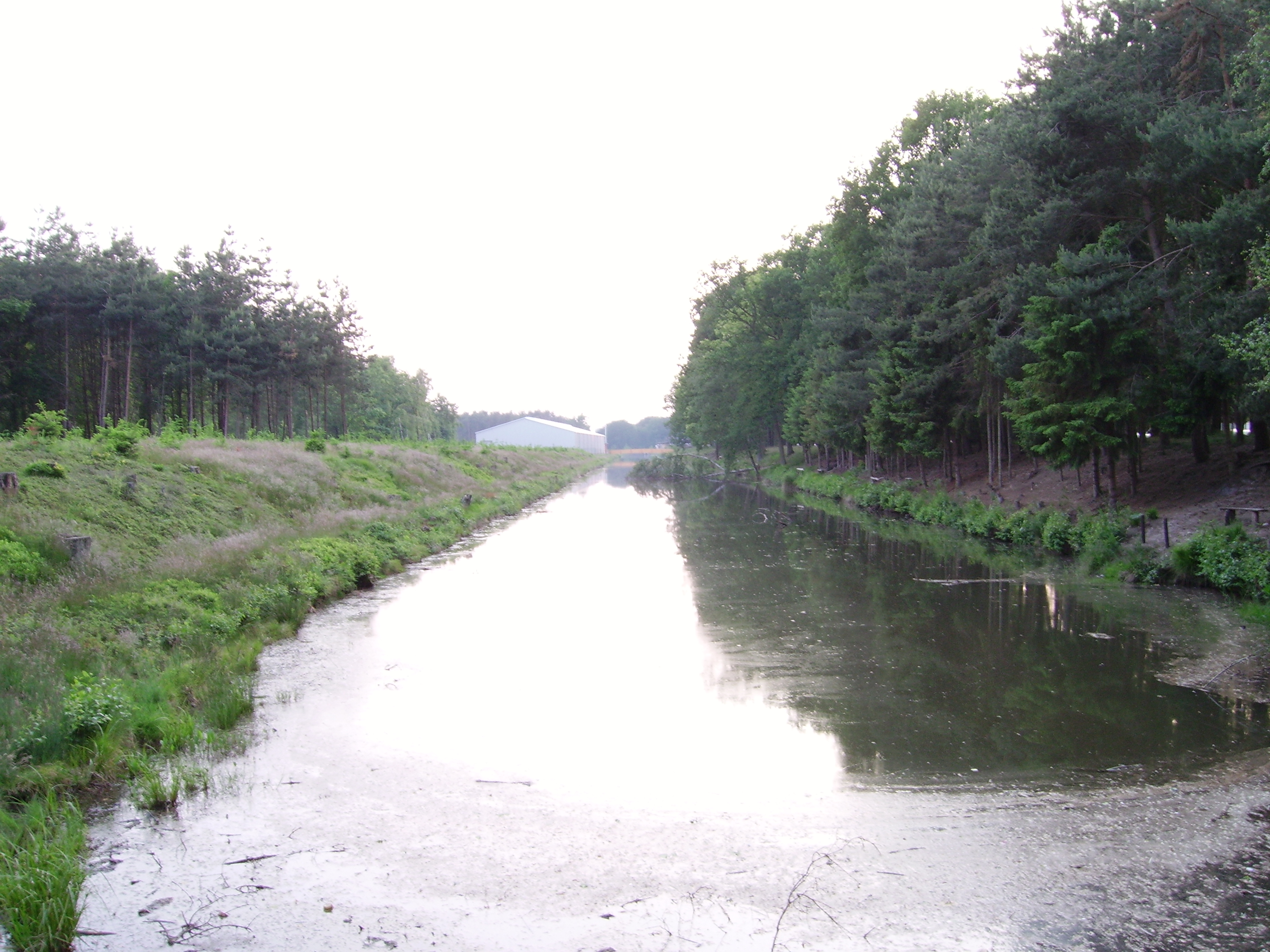
Die Stollenrösche in Blickrichtung Herthasee

Der Bodelschwingh-Stollen ist ein nach dem ehemaligen Finanzminister Ernst von Bodelschwingh dem Älteren benannter Kanal im Ibbenbürener Ortsteil Uffeln. Die ungewöhnliche Bezeichnung Stollen geht auf ein unvollendetes Stollenprojekt des Ibbenbürener Steinkohlenbergbaus zurück, von dem einzig der Stollenrösche genannte Abzugsgraben fertiggestellt wurde.

## Geschichte
Nach umfangreichen Schürf- und Versuchsarbeiten der Lagerstättenverhältnisse der Zeche Buchholz wurde in Erwägung gezogen, die Grube abzuteufen. Dazu sollte ein neuer Stollen die Grube entwässern. Ernst August Graf von Beust griff einen Plan von 1818 auf: einen Stollen von einem möglichst tiefen Punkt aus, etwa vom Heiligen Meer, in das Kohlengebirge zu treiben, um die Flöze in großer Teufe zu erschließen. Da der Bedarf damals noch nicht gegeben war, wurde der Plan zunächst nicht weiter verfolgt. 
1842 ergab eine Analyse, dass eine künstliche Wasserhaltung 361.369 Taler, eine Stollenlösung dagegen nur 181.335 Taler kosten würde. Als geeignete Stellen für den Vortrieb kamen das Heilige Meer, die Mühle in Ostenwalde, die Ems und die Mühle in Dreierwalde in Frage. Der Ansatzpunkt in Ostenwalde stellte sich als beste Lösung heraus. 1843 begann der Bau des Abzugsgrabens. Als 1852 die Hannoversche Westbahn durch Ibbenbüren gebaut wurde, entschied man sich, das Stollenprojekt zugunsten näher an der Eisenbahn gelegener Abbaufelder zu beenden. Die Stollenrösche war 2943 Meter lang und hatte den Stollenansatzpunkt erreicht.